# Klaus Sulzenbacher
Klaus Sulzenbacher (* 3. Februar 1965 in Kitzbühel, Tirol) ist ein ehemaliger österreichischer Nordischer Kombinierer. In seiner Karriere gewann er bei Olympischen Spielen sowie Weltmeisterschaften gesamt sechsmal Edelmetall. Außerdem sicherte er sich zweimal den Gesamtweltcup.

## Karriere
Klaus Sulzenbacher war einer der erfolgreichsten nordischen Kombinierer Österreichs und gilt als „Vater“ der Erfolge von Mario Stecher und Felix Gottwald. Er holte 14 Weltcupsiege und triumphierte 1987/88 sowie 1989/90 jeweils im Gesamtweltcup. Zudem wurde er noch dreimal Gesamtweltcup-Zweiter.
An Olympischen Winterspielen nahm Klaus Sulzenbacher drei Mal teil (1984, 1988 und 1992). Dabei gewann er 1988 in Calgary im Einzel die silberne und in der Staffel (mit Hansjörg Aschenwald und Günter Csar) die bronzene Medaille. Vier Jahre später sicherte er sich in Albertville in Einzel und Staffel (mit Klaus Ofner und Stefan Kreiner) jeweils die Bronzemedaille. Zudem holte er bei der Nordischen Skiweltmeisterschaft 1991 im Val di Fiemme Gold im Team (mit Günter Csar und Klaus Ofner) und Silber im Einzel.

## Größte Erfolge

### Olympische Spiele
- 1 × Silber: Calgary 1988 (Einzel)
- 3 × Bronze: Calgary 1988 (Staffel), Albertville 1992 (Einzel, Staffel)

### Weltmeisterschaften
- 1 × Gold: Val di Fiemme 1991 (Staffel)
- 1 × Silber: Val di Fiemme 1991 (Einzel)

### Weltcup
- 2 × Gesamtweltcupsieger: 1987/88, 1989/90
- 3 × Gesamtweltcupzweiter: 1988/89, 1990/91, 1991/92
- 14 Einzelweltcupsiege

## Auszeichnungen (Auszug)
- 1992: Silbernes Ehrenzeichen für Verdienste um die Republik Österreich